# ليس كايس
ليس كايس هي بلدية من بلديات هايتي. وهي عاصمة الإدارة الجنوبية، يبلغ عدد سكانها 86780 نسمة وذلك حسب إحصائيات سنة 2015.

## أعلام
- فرانسوا جيم انطوان سمعان
- جون جيمس أودوبون
- ميشال دومينيك